# Hieros gamos

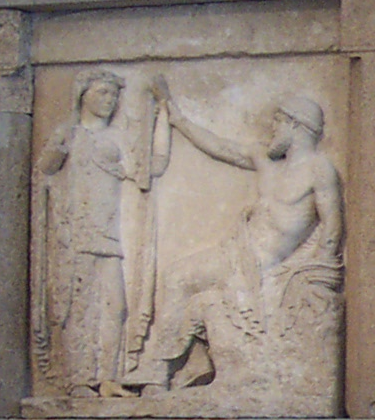
Hierogamia de Zeus y Hera.

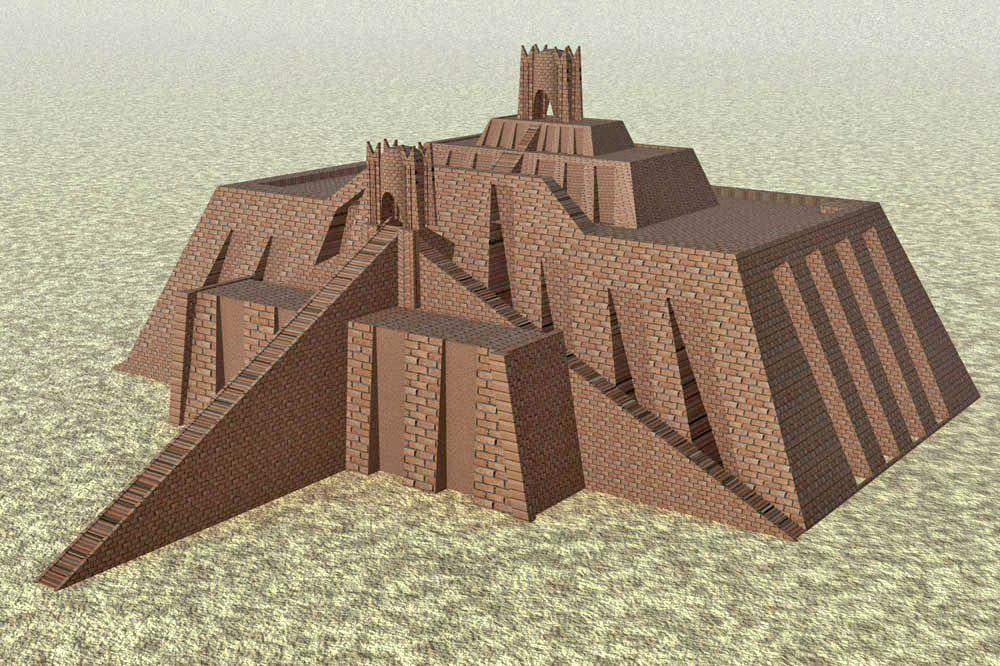
Gran zigurat de Ur.

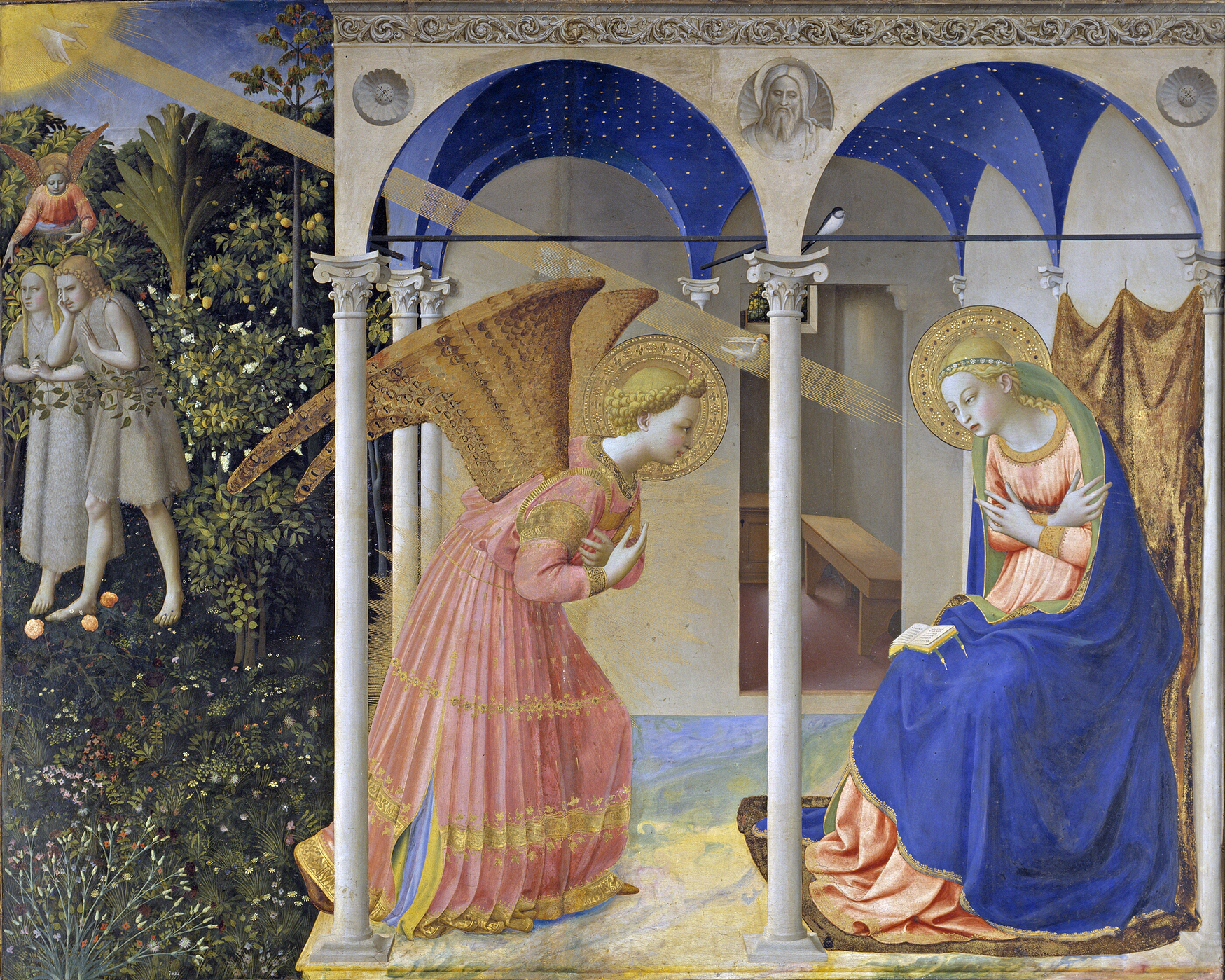
Anunciación de Fra Angelico.

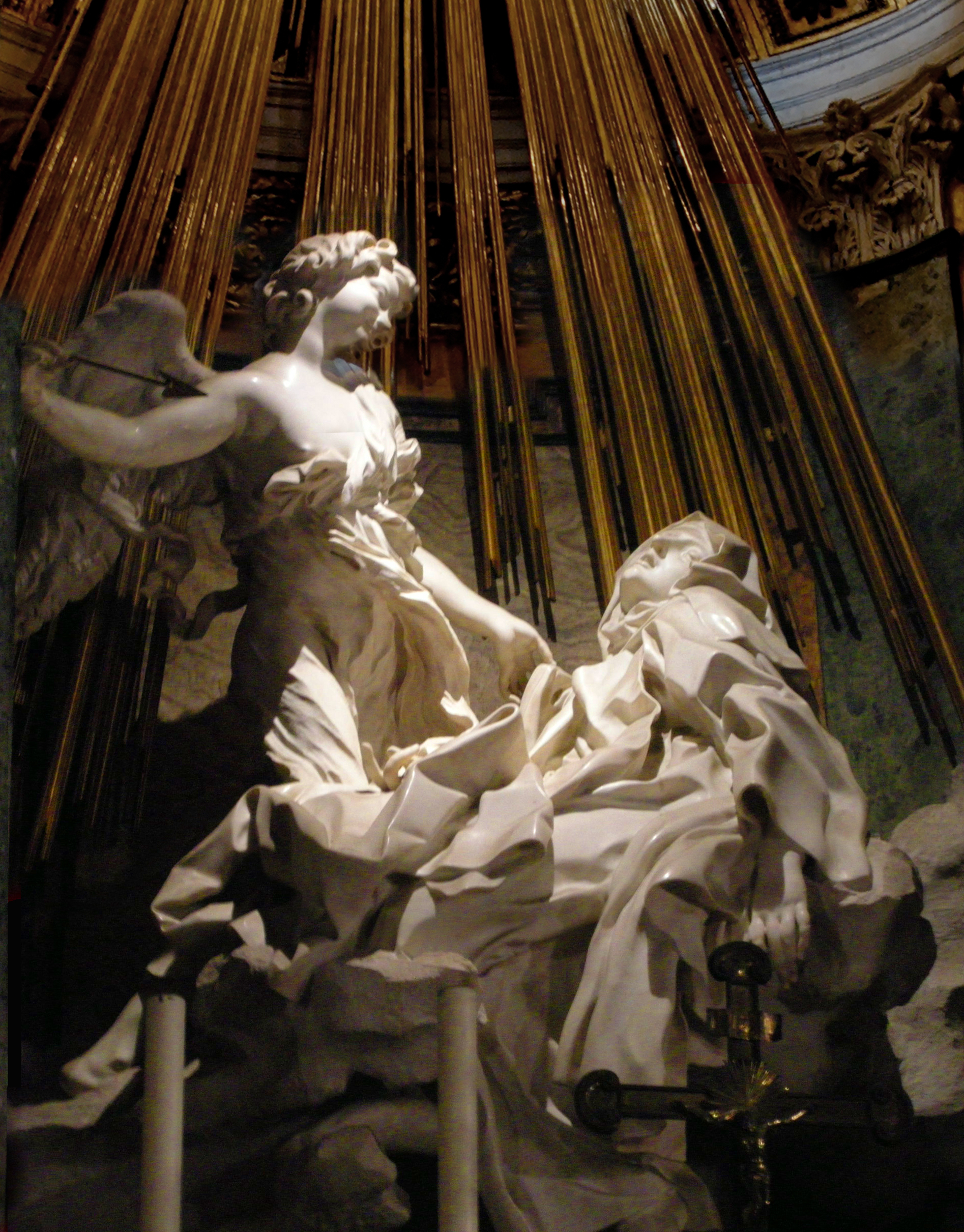
Éxtasis de Santa Teresa, de Bernini.

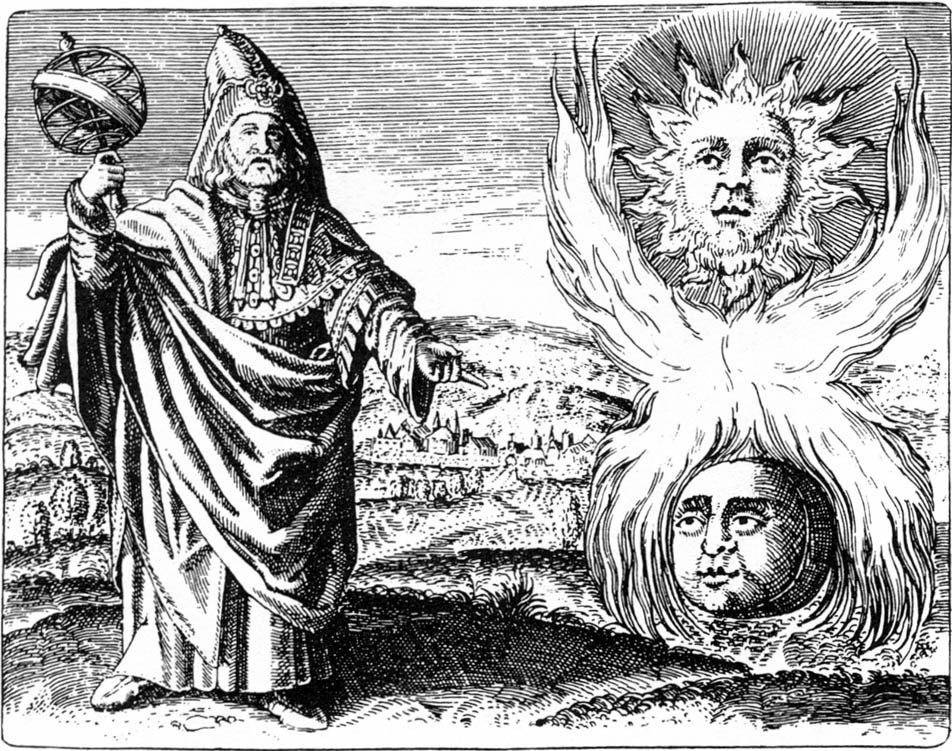
Hermes Trismegisto presenta la coniunctio de Sol y Luna.

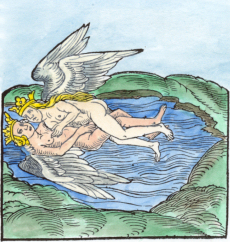
Representación del estadio de la fermentatio ("fermentación") como hieros gamos en un grabado del siglo XVIII para ilustrar el Rosario de los filósofos.

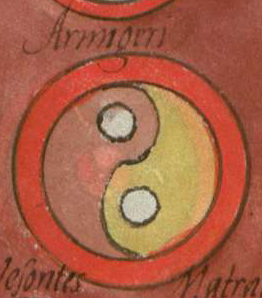
Símbolo registrado en el Notitia Dignitatum (c. 430 d. C.) del escudo de una unidad de infantería romana occidental conocida como los armigeri defensores seniores, con similitudes al taijitu moderno que representa la unión de los conceptos de yin y yang.

Hieros gamos (en griego ἱερὸς γάμος, ἱερογαμία "matrimonio santo"), Hierogamia o Hierosgamos es un concepto teológico de varias religiones que se refiere a la existencia de algún tipo de matrimonio sagrado, bodas santas o bodas espirituales. En general, es un matrimonio sagrado que se celebra entre un dios y una diosa, especialmente cuando se representa en un ritual simbólico en el que participantes humanos representan a las deidades.
La noción de hieros gamos no siempre presupone el coito literal durante el ritual, sino que también se utiliza en un contexto puramente simbólico o mitológico, especialmente en la alquimia y, de allí, en la psicología analítica de Jung. El hieros gamos es descrito como el prototipo de los ritos de fertilidad.

## Etimología y definición
Etimológicamente proviene de la composición hierós- (del griego ἱερός, "sagrado"), y -gamos (del griego γάμος, -γαμος, "unión" o "matrimonio").
La Enciclopedia Británica define el Hieros gamos como relaciones sexuales de las deidades de la fertilidad que ocurren en mitos y en rituales, característicos de sociedades basadas en el cultivo de cereales, especialmente en Oriente Medio. Típicamente, según los editores, al menos una vez al año, "personas divinas" (p. ej., humanos que representan a las deidades) tienen relaciones sexuales, lo que garantizaría la fertilidad de las tierras y la prosperidad de la comunidad. Según la enciclopedia, existen tres formas principales del hieros gamos en su expresión ritual: el coito entre dios y diosa (normalmente simbolizado en estatuas), el coito entre diosa y rey-sacerdote (que asume el papel del dios), y el coito entre dios y sacerdotisa (que asume el papel de la diosa). En cualquiera de los casos los rituales seguían unos pasos relativamente fijos: los actores divinos (es decir, las personas que representan al dios o diosa) eran llevados en una procesión hasta la celebración del matrimonio, donde intercambiaban regalos, eran purificados y disfrutaban de un banquete de bodas. La cámara y el lecho nupcial eran preparados y las personas pasaban juntas y en secreto la noche. En algunas tradiciones las personas que personificaban a las deidades hacían el coito realmente, mientras que en otras la unión era simbólica. Al día siguiente se hacía una celebración de la consumación del matrimonio y las consecuencias de ello para la comunidad.
Si bien el término hieros gamos se ha aplicado a cualquier mito que involucre a una pareja divina (por ejemplo, cielo-tierra) cuyo coito lleve a la creación, la Enciclopedia Británica sugiere que el término se restrinja solo a culturas agrícolas en las que se haya recreado ritualmente el matrimonio y relacionado con la agricultura, como en Mesopotamia, Fenicia, Canaán, Israel, Grecia y la India.
El hieros gamos o hierogamia se sitúa en un marco simbólico, a menudo ritual, y asocia un significado simbólico o místico a la actividad sexual. Puede referirse a la unión sexual de los principios divinos, pero también a las prácticas rituales destinadas a recrear o representar estos fenómenos divinos, o simplemente a relaciones sexuales ritualizadas, donde la consumación sexual tiene el valor de un símbolo místico.
En las tradiciones ocultistas, puede referirse a un matrimonio indisoluble entre una entidad espiritual y una mujer a la que ha elegido. Esta entidad se compromete, a través de un mentor que ella designa, a proteger, adornar y satisfacer las necesidades de la mujer elegida mientras ésta le sea fiel. Estos ritos, recogidos en los grimorios antiguos, parecen todavía perdurar en algún sentido en los círculos de iniciados.
El psicólogo y psiquiatra Carl Gustav Jung sitúa el hieros gamos entre otros símbolos universales fundamentales de la humanidad, en sus libros Símbolos de transformación y La psicología de la transferencia.

## Antiguo Oriente Próximo
Como resultado de la antropomorfización característica de todas las religiones, las antiguas incluyen entre sus mitos un papel central a la unión carnal entre dioses; por ejemplo, en la religión egipcia, entre Isis y Osiris, incestuosa, como muchas de las hierogamias.
Además de las de ese tipo, en la religión mesopotámica la unión carnal de dioses o diosas con mortales era un tema muy repetido, tanto en la literatura (Epopeya de Gilgamesh) como en ritos específicos que tenían lugar en el etemenanki, un espacio destacado del zigurat, donde el dios (encarnado para la ocasión en un sacerdote) yacía con una mujer. El ritual es descrito de forma escéptica por las fuentes griegas (Heródoto, que lo compara con otros similares de Tebas y Licia).
Se cree que el coito sagrado era una práctica habitual en el Antiguo Oriente Próximo como una forma de "matrimonio sagrado" o hieros gamos entre los reyes de una ciudad-estado sumeria y las sumas sacerdotisas de Inanna, la diosa sumeria del amor, la fertilidad y la guerra. A lo largo de los ríos Tigris y Éufrates se encontraban muchos santuarios y templos dedicados a Inanna, de los cuales el templo de Eanna (que significa "casa del cielo") en Uruk era el más grande. El templo albergaba a las Nadītu, sacerdotisas de la diosa. La suma sacerdotisa elegía para su lecho a un joven que representaba al pastor Dumuzid, consorte de Inanna, en un hieros gamos que se celebraba durante la ceremonia anual del Duku, justo antes de la luna invisible, con el equinoccio de otoño (Festival otoñal de Zag-mu).
Rituales similares eran comunes en el antiguo oriente próximo, incluyendo Siria, Canaán y el sur del Levante. Algo similar se incluye en la tradición devadasi del hinduismo y en ciertos cultos dionisíacos (Antesterias).

## Mitología griega
En la mitología grecorromana es abundantísima la referencia a todo tipo de contactos carnales entre todo tipo de seres sobrenaturales. Se describen relaciones legítimas (Zeus y Hera), ilegítimas (Afrodita y Ares, Deméter y Yasión) y frustradas (Apolo con Dafne, Pan con Siringa y Pitis, Orfeo con Eurídice); y sobre todo las que se establecen entre dioses y mortales (metamorfosis de Zeus), que engendraban a los héroes (telegonía), como Teseo o Heracles.
La prostitución sagrada de ciertas hetairas griegas se realizaba en determinados templos, y se le atribuía un carácter ritual. 
El ejemplo clásico de hieros gamos es la boda de Zeus y Hera, particularmente en la Ilíada 14, 330–60, y que era celebrada en el Hereo de Samos, junto con sus predecesores arquitectónicos y culturales. Clark describe varias prácticas rituales en festivales en honor a Hera en Grecia, incluyendo una representación del matrimonio por parte de adoradores en Cnossos hasta una celebración de la institución del matrimonio que era llamada Hieros Gamos, en el Ática. El mito de Perséfone y Hades puede sugerir también un hieros gamos en Locri, al sur de Italia, donde se le rendía culto a la diosa (bajo el nombre de Proserpina) como protectora del matrimonio (rol que usualmente se le daba a Hera), su secuestro y matrimonio con Hades como un símbolo del estado marital.
Algunos académicos restringen el término de hieros gamos a las representaciones rituales, pero la mayoría acepta su extensión a uniones reales o simuladas en la procura de la fertilidad. Hesíodo, por ejemplo, describe una unión antigua de este tipo, la de Deméter con Yasión, que se representaba en un surco arado tres veces, un aspecto primitivo de una Deméter sexualmente activa, que ocurrió en Creta, origen de muchos de los primeros mitos griegos. En cuanto al cultus real, Walter Burkert consideró que la evidencia griega era "escasa y poco clara": "Es difícil decir en qué medida tal matrimonio sagrado no era solo una forma de ver la naturaleza, sino un acto expresado o insinuado en el ritual."
El ejemplo ritual más conocido que aún se conserva de la Grecia clásica es el hieros gamos que se representaba en las Antesterias por parte de la esposa del Arconte basileus, el "Rey Arconte" de Atenas, por tanto originalmente por la reina de Atenas, y en el que Dioniso era presuntamente representado por su sacerdote o por el propio basileus, en el Boukoleion en la Ágora. La breve unión mística fecundante engendra a Dioniso.

## En otras tradiciones
Las fuentes romanas[cita requerida]describen rituales hierogámicos de la religión celta (el Lugnasad o "bodas de Lug"), que tras la cristianización pasaron a considerarse paganos. Con el Concilio de Nicea I fueron condenados y se procuró su erradicación como parte de la labor evangelizadora.[cita requerida] Incluían bailes y cánticos que celebraban la unión sexual entre la mujer y el hombre; interpretados posteriormente como un acto de veneración a la mujer y su capacidad "divina" de dar vida a un ser humano, en el contexto del revival de lo celta (celtismo, new age, neopaganismo, wicca) que otorga un especial interés a ese tipo de rituales, relacionándolos con un anacrónico concepto de "matriarcado" y todo tipo de mixtificaciones, como el papel que pudieran cumplir en ciertas sociedades secretas (Dan Brown, El código Da Vinci).[cita requerida]

### Judaísmo y cristianismo
Se ha sugerido que el Cantar de los Cantares es un texto hierogámico. En algunos textos místicos de la Cábala judía, se habla también de un matrimonio místico entre Dios y la Shejiná.
En el cristianismo se utiliza el simbolismo de Cristo y la Iglesia como esposo y esposa respectivamente (sponsus et sponsa); y en la mística se desarrolló especialmente el tema de la unión del alma con Dios en un matrimonio místico, expresado a veces de forma muy explícita en la literatura (Santa Teresa de Jesús, San Juan de la Cruz), por contraste con la castidad de los matrimonios de la Virgen María: el enlace sobrenatural con el Espíritu Santo (que sigue a la Anunciación y con el que se realiza la Encarnación) y el enlace terrenal con San José.

### Alquimia y psicología analítica
La unificación que puede simbolizarse con un matrimonio sagrado es un arquetipo que se da también en otros ámbitos, muy diversos, como pueden ser los mitos de la reencarnación, las religiones mistéricas y la alquimia (que hablaba de la unificación o coniunctio -"conjunción"- de Sol y Luna); o el principio, aún más genérico, de la concordia oppositorum ("concordia de los opuestos"), yin y yang (filosofía oriental) o yab-yum (budismo tántrico).
El hieros gamos es uno de los temas que Carl Jung aborda en su libro Símbolos de transformación.

### Budismo tántrico
En el budismo tántrico de Nepal, Bután, India y Tíbet, el yab-yum es un ritual acerca de la unión sexual de una deidad masculina con una femenina como su consorte. El simbolismo se asocia con el tantra Anuttarayoga, en el que la figura masculina suele estar asociada con la compasión (karuṇā) y con los medios hábiles (upāya-kauśalya), y la pareja femenina con la "intuición" (prajñā). Generalmente se entiende que el yab-yum representa la unión primordial (o mística) de la sabiduría y la compasión.
Maithuna es un término en sánscrito utilizado en el Tantra que suele traducirse como unión sexual en un contexto ritual. Es el más importante de los cinco makara y constituye la parte principal del Gran Ritual del Tantra, conocido también como Panchamakara, Panchatattva o Tattva Chakra.
El simbolismo de la unión y la polaridad es una enseñanza central en el budismo tántrico, especialmente en el Tíbet. El practicante realiza la unión como una experiencia mística dentro de su propio cuerpo.

### Wicca
En la Wicca, el Gran Rito es un ritual basado en el Hieros Gamos. Generalmente se representa simbólicamente mediante la colocación de una daga (conocida como athame) que se coloca con la punta por delante en un cáliz, acción que simboliza la unión de lo divino masculino y femenino. En la Wicca británica tradicional, el Gran Rito es a veces llevado a cabo por el Sumo Sacerdote y la Suma Sacerdotisa.